# Vlag van Trinidad en Tobago
De vlag van Trinidad en Tobago is de officiële vlag van het land, sinds 31 augustus 1962 onafhankelijk werd. Het rood staat voor de vitaliteit van het land, de moed van de mensen en de warmte en energie van de zon. Het wit staat voor de zee, die zeer belangrijk is voor de eilanden. Daarnaast vertegenwoordigt deze kleur de gelijkheid van alle mensen en de zuiverheid van de nationale aspiraties. Het zwart staat voor kracht, eenheid en de natuurlijke rijkdommen van het land. Rood, wit en zwart samen symboliseren de elementen vuur, water en aarde en daarmee verleden, heden en toekomst.

Constructie voor de vlag

## Overige vlaggen
Trinidad en Tobago heeft een handelsvlag en dienstvlag ter zee gebaseerd op hetzelfde ontwerp als de landsvlag, maar met een vlagverhouding 1:2, en een eigen oorlogsvlag ter zee. Deze is gebaseerd op het Britse witte vaandel.

## Historische vlaggen
Tot de onafhankelijkheid had het land een vlag die was gebaseerd op het Britse blauwe vaandel, met een afbeelding van een schip dat in een haven arriveert op het blauwe veld, van 1889 tot 1958 in een rond vlak, daarna in een schildvormig vlak. Koningin Elizabeth had van 1962 tot 1976 een eigen koninklijke standaard, gebaseerd op het wapen van Trinidad en Tobago.

? Koloniale vlag (1889-1958)
? Koloniale vlag (1958-1962)
? Koninklijke standaard van koningin Elizabeth II (1966–1976)